# Diözese der Bukowina und Dalmatiens

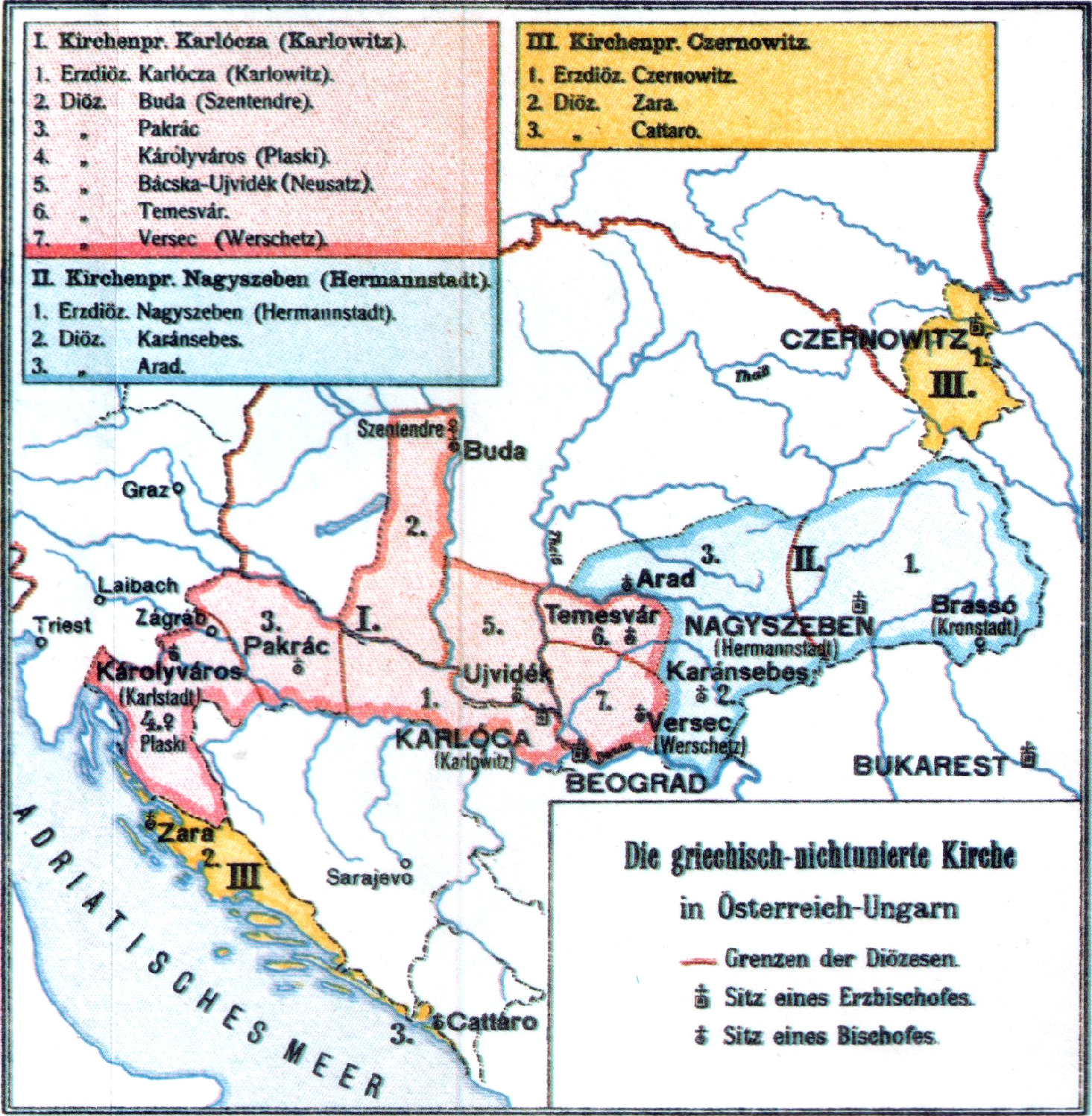
Griechisch-orientalische Bistümer in Österreich-Ungarn

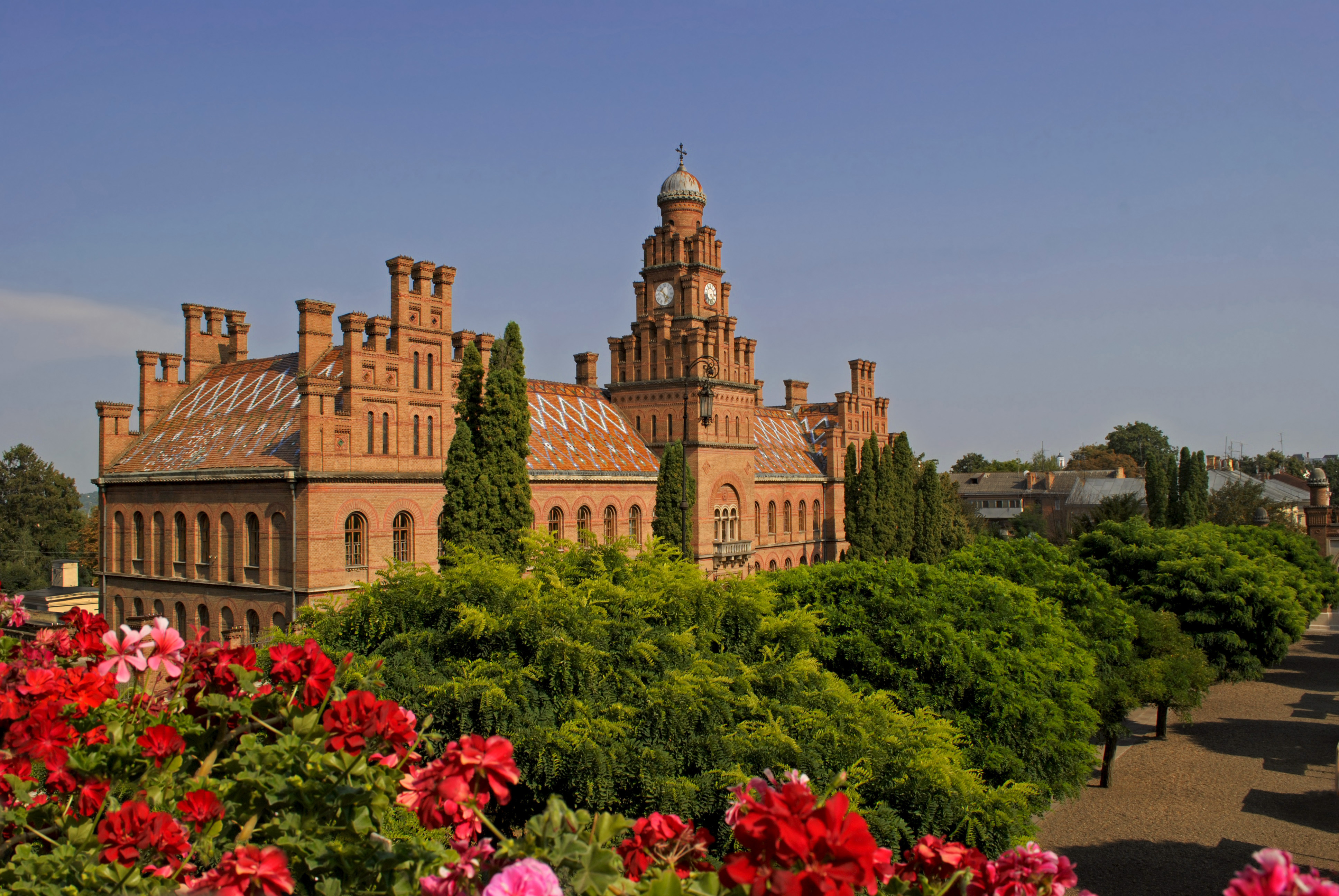
Residenz des Metropoliten in Czernowitz

Die Diözese der Bukowina und Dalmatiens war eine griechisch-orthodoxe Diözese in Österreich-Ungarn.

## Geschichte
Beim Anschluss der Bukowina (1774) übernahm die Habsburgermonarchie die traditionelle moldauische Orthodoxie (byzantinischer Herkunft). Trotz Säkularisation des Klosterwesens wurde sie zur Staatsreligion in der Provinz erklärt. Der Bistumsitz wurde von Radautz nach Czernowitz verlegt und die Schulung junger orthodoxer Kleriker in Czernowitz autorisiert. Aus der theologischen Lehranstalt wurde die Griechisch-Orthodoxe Theologische Fakultät der 1875 neu gegründeten Franz-Josephs-Universität. Sie war die einzige moderne theologische Fakultät der Orthodoxie in ganz Osteuropa. Mehr noch: aus dem Bistum wurde 1873 ein Erzbistum der Bukowina und des Kronlands Dalmatien, so dass Czernowitz zum Zentrum der griechisch-orthodoxen Kirche in Cisleithanien wurde. Der erste Erzbischof Eugen Hackmann bemühte sich, die nationalen Konflikte (etwa zwischen Rumänen und Ukrainern) innerhalb seiner Kirche zu vermeiden. Im Laufe der Jahrzehnte konnte man das Gleichgewicht jedoch nicht bewahren; denn die orthodoxen Ukrainer behaupteten, dass die Kirche von der rumänischen Hierarchie beherrscht war. Die galizienstämmigen Ukrainer aus der Bukowina hingen in ihrer Mehrheit dem Glauben der Ukrainischen griechisch-katholischen Kirche an.
Nach 1918 wurde die griechisch-orthodoxe Kirche der Bukowina der Rumänisch-Orthodoxen Kirche angeschlossen. Nach 1945 übernahm sie die Russisch-Orthodoxe Kirche (mit denselben byzantinischen Wurzeln, aber mit ihrer eigenen Zaren-Tradition).
Weitere Komplikationen begannen nach der Trennung der Ukraine von Russland. Zurzeit gibt es in der Nordbukowina (der Czernowitzer Region) drei autonome griechisch-orthodoxe Kirchen: eine, die weiterhin unter der Autorität des Kiewer orthodoxen Erzbischofs Moskauer Patriarchats steht, eine, die der Orthodoxen Kirche der Ukraine Gefolgschaft leistet und eine unabhängige Bukowiner orthodoxe Kirche. Die Rumänisch-Orthodoxe Kirche in Rumänien, die ein Bistum in der Republik Moldau gegründet hatte, unternahm keine Schritte sich in der Nordbukowina (der Ukraine) wieder zu etablieren.